# Лос-Охос (Нью-Мексико)
Лос-Охос (англ. Los Ojos) — переписна місцевість (CDP) в США, в окрузі Ріо-Арріба штату Нью-Мексико. Населення — 97 осіб (2020).

## Географія
Лос-Охос розташований за координатами 36°44′19″ пн. ш. 106°33′42″ зх. д. / 36.73861° пн. ш. 106.56167° зх. д. (36.738560, -106.561622).  За даними Бюро перепису населення США в 2010 році переписна місцевість мала площу 3,63 км², з яких 3,61 км² — суходіл та 0,02 км² — водойми.

## Демографія
Згідно з переписом 2010 року, у переписній місцевості мешкало 125 осіб у 54 домогосподарствах у складі 35 родин. Густота населення становила 34 особи/км².  Було 83 помешкання (23/км²).
Расовий склад населення:
| - 65,6 % — білих - 1,6 % — корінних американців - 32,8 % — осіб інших рас |

До двох чи більше рас належало 0,0 %. Частка іспаномовних становила 91,2 % від усіх жителів.
За віковим діапазоном населення розподілялося таким чином: 12,8 % — особи молодші 18 років, 69,6 % — особи у віці 18—64 років, 17,6 % — особи у віці 65 років та старші. Медіана віку мешканця становила 53,4 року. На 100 осіб жіночої статі у переписній місцевості припадало 111,9 чоловіків;  на 100 жінок у віці від 18 років та старших — 98,2 чоловіків також старших 18 років.
Цивільне працевлаштоване населення становило 62 особи. Основні галузі зайнятості: фінанси, страхування та нерухомість — 38,7 %, роздрібна торгівля — 35,5 %, публічна адміністрація — 25,8 %.